# 文瑞 (道光進士)
文瑞（1813年—1862年），烏蘇氏，字世希，号小雲、叔庵，滿洲鑲紅旗人。清朝官员。
道光丁酉科举人，辛丑科进士，授庶吉士。道光二十四年，任翰林院編修，同年改侍讀、國子監祭酒。道光二十七年，任詹事府詹事、文淵閣直閣事。道光二十八年，任通政使。道光二十九年，任浙江鄉試正考官、左副都御史。咸豐三年，兼署大理寺卿、殿試讀卷官、刑部右侍郎。咸豐四年（1854年），帶兵赴通州駐紮、馳赴固安軍營，同年因病奏請開缺。